# Odensbacken
Odensbacken is een plaats in de gemeente Örebro in het landschap Närke en de provincie Örebro län in Zweden. De plaats heeft 1384 inwoners (2005) en een oppervlakte van 147 hectare.

## Verkeer en vervoer
Bij de plaats lopen de Riksväg 52 en Länsväg 207.